# Station Wiesloch-Walldorf
Station Wiesloch-Walldorf is een spoorwegstation in de Duitse plaats Wiesloch. Het station werd in 1843 geopend.